# شارع الوحدة (يريم)

تعديل مصدري - تعديل

شارع الوحدة محلة تابعة لقرية مرس، التابعة لعزلة رعين بمديرية يريم إحدى مديريات محافظة إب في الجمهورية اليمنية.، بلغ تعداد سكانها 303 حسب تعداد اليمن لعام 2004.